# Chuck Martin
Charles Ford „Chuck” Martin (ur. 20 sierpnia 1967 w Rutland) – amerykański narciarz, specjalista narciarstwa dowolnego. Jego największym sukcesem jest brązowy medal w jeździe po muldach wywalczony podczas mistrzostw świata w Lake Placid. Zajął także 15. miejsce w tej samej konkurencji na igrzyskach w Albertville.
Najlepsze wyniki w Pucharze Świata osiągnął w sezonach 1985/1986 oraz 1986/1987, kiedy to zajmował 5. miejsce w klasyfikacji generalnej, a w klasyfikacji kombinacji również był piąty.
W 1992 r. zakończył karierę.

## Osiągnięcia

### Igrzyska olimpijskie
| Miejsce | Dzień     | Rok  | Miejscowość | Konkurencja      | Zwycięzca       |
| ------- | --------- | ---- | ----------- | ---------------- | --------------- |
| 15.     | 13 lutego | 1992 | Albertville | Jazda po muldach | Edgar Grospiron |

### Mistrzostwa świata
| Miejsce | Dzień     | Rok  | Miejscowość | Konkurencja      | Zwycięzca       |
| ------- | --------- | ---- | ----------- | ---------------- | --------------- |
| 33.     | 2 lutego  | 1986 | Tignes      | Jazda po muldach | Éric Berthon    |
| 20.     | 3 marca   | 1989 | Oberjoch    | Jazda po muldach | Edgar Grospiron |
| 3.      | 14 lutego | 1991 | Lake Placid | Jazda po muldach | Edgar Grospiron |

### Puchar Świata

#### Miejsca w klasyfikacji generalnej
- sezon 1985/1986: 5.
- sezon 1986/1987: 5.
- sezon 1988/1989: 25.
- sezon 1989/1990: 32.
- sezon 1990/1991: 25.
- sezon 1991/1992: 39.

#### Miejsca na podium
1. Breckenridge – 25 stycznia 1986 (Jazda po muldach) – 3. miejsce
2. Breckenridge – 25 stycznia 1986 (Kombinacja) – 1. miejsce
3. Mont Gabriel – 11 stycznia 1987 (Kombinacja) – 3. miejsce
4. Calgary – 1 lutego 1987 (Kombinacja) – 3. miejsce
5. Lake Placid – 13 stycznia 1990 (Jazda po muldach) – 3. miejsce
6. Inawashiro – 10 lutego 1990 (Jazda po muldach) – 3. miejsce
7. Skole – 25 lutego 1991 (Jazda po muldach) – 3. miejsce
8. Whistler Blackcomb – 11 stycznia 1992 (Jazda po muldach) – 3. miejsce

- W sumie 1 zwycięstwo i 7 trzecich miejsc.